# DEXRON

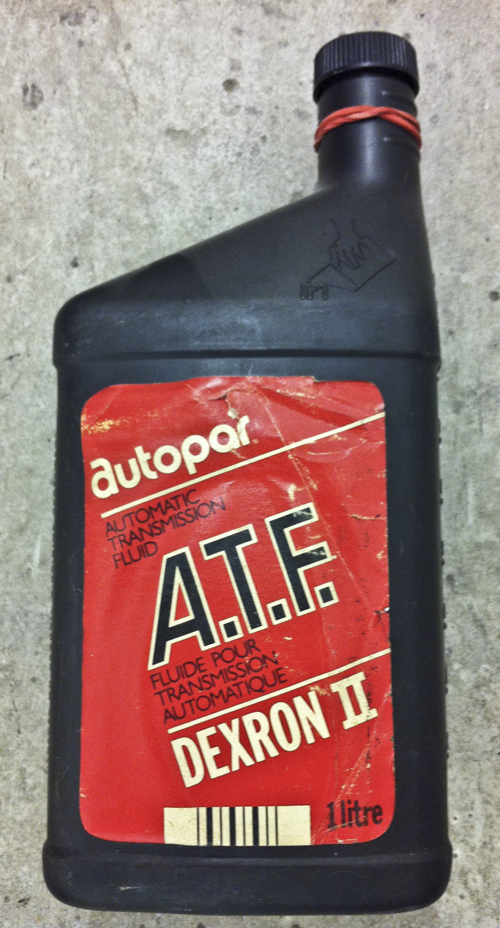
Confezione di ATF con specifiche DEXRON II commercializzato con il marchio Autopar da Chrysler Canada, primi anni '80

Il DEXRON è una specifica proprietaria della GM per gli oli ATF, tale specifica sotto licenza viene ceduta ad altri produttori di oli.

## Storia
Questa specifica DEXRON venne commercializzata per la prima volta nel 1968, successivamente vennero prodotte altre specifiche, quali DEXRON II, DEXRON III e DEXRON VI, ma non sempre le specifiche più recenti sono compatibili con le precedenti (per via delle diverse composizioni), inoltre fino alla specifica III si utilizza una base minerale, mentre con la specifica VI una base sintetica.

## Specifiche

### DEXRON
La prima specifica DEXRON, utilizza olio di spermaceti (olio di balena) come additivo, per questo quando Gli Stati Uniti d'America vietarono l'importazione di olio di capodoglio, la GM dovette abbandonare questa formulazione e crearne una nuova.

### DEXRON II, IID e IIE
Questa specifica (DEXRON II) venne introdotta nel '72, utilizza l'olio di Jojoba come additivo, tuttavia questo nuovo composto ha causato problemi di corrosione, successivamente con la specifica DEXRON IID del '75 vennero aggiunti degli inibitori di corrosione per ovviare al problema, ma tale modifica fece diventare il composto igroscopico, una successiva riformulazione chiamata DEXRON IIE ridusse l'igroscopia.

### DEXRON III
Nel 1993 venne messa in commercio la specifica DEXRON III.

### DEXRON VI
Con la specifica DEXRON VI del 2005 il fluido idraulico ha una viscosità leggermente inferiore rispetto alle precedenti, ma risulta più costante durante l'utilizzo, questo permette di ridurre le perdite per viscosità del sistema di trasmissione e ridurre il consumo di carburante.